# Ожереље
Ожереље (рус. Ожерелье) град је у Русији у Московској области.

## Становништво
| 1939. | 1959.  | 1970.  | 1979.  | 1989.  | 2002.  | 2010.  |
| ----- | ------ | ------ | ------ | ------ | ------ | ------ |
| 5.500 | 11.916 | 12.888 | 14.450 | 16.231 | 11.113 | 10.469 |